# Boží květ zahradní

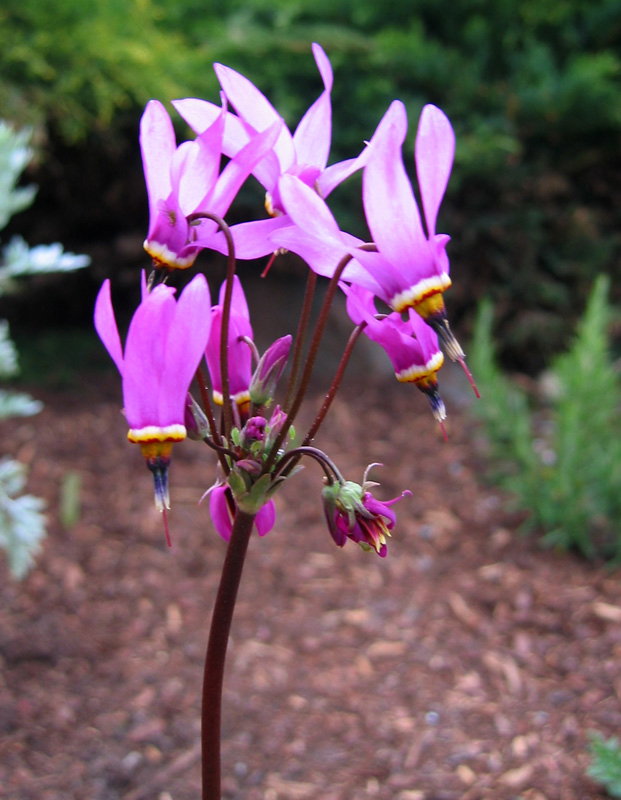
Svěšené květy

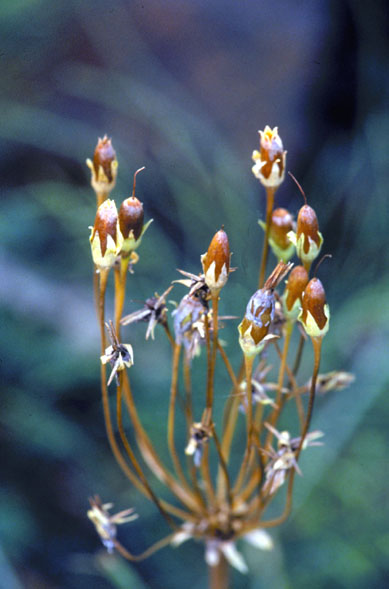
Vzpřímené tobolky

Boží květ zahradní (Dodecatheon meadia) či božskokvět zahradní je nízká vytrvalá trsnatá bylina kvetoucí v květnu a červnu nápadnými, světle fialovými květy. Tato jarní květina je původem z prérijních oblastí jižní Kanady a východních oblastí Spojených států. V přírodě je poměrně vzácná, bývá však často rozmnožována a milovníky květin sázena do vlhkých skalek.

## Ekologie
Rostlina raší brzy z jara, nejprve vytvoří listovou růžici z které později vyroste jedna až čtyři lodyhy. Květy se objevují koncem jara a kvetou asi měsíc. S příchodem léta listy usychají, jen suché lodyhy s tobolkami přetrvávají poněkud déle, později tobolky prasknou a vítr semena rozptýlí.
Bylina preferuje osluněné, nebo mírně zastíněné stanoviště, kde má do poloviny léta (než rostliny uschnou) vlhkou nebo mírně suchou půdou. Dobře roste ve výživné půdě s dostatkem humusu a živin, v přírodě volí skalnaté svahy, které omezují konkurenci v podobě vzrůstnějších rostlin. Mezi obvyklá stanoviště patří vlhké až mírně suché prérie, svahy kopců, světliny v řídkých lesích na skalnatém podkladu a strmá úbočí podél řek i potoků. Občasný požár přicházející v pozdním létě rostlinu neohrožuje, spíše ji prospívá, neboť likviduje starou a mrtvou vegetaci, která ji o příštím jaru nebude bránit v růstu. Ploidie druhu je 2n = 88, x = 22.

## Popis
Vytrvalá rostlina s přízemní růžici tvořenou jednoduchými, řapíkatými listy dlouhými 8 až 30 a širokými 2 až 8 cm. Čepel jasně zelených listů je podlouhlá, obkopinatá nebo vejčitá, její načervenalá báze je postupně zúžená do řapíku, okraj bývá celistvý nebo zřídka hrubě zubatý a má výraznou centrální žilku.
Z růžice vyrůstají jedna až čtyři asi 40 cm vysoké, bezlisté lodyhy nesoucí osm až dvacet květů, které jsou na svěšených stopkách 3 až 7 cm dlouhých; v době tvorby semen se stopky vzpřimují. Květy jsou nevonné, pravidelné, oboupohlavné a vytvářejí květenství okolík. Trubkovitý kalich je asi 8 mm dlouhý a má pět úzce kopinatých zelených lístků. Koruna s kratičkou nažloutlou trubkou s náznakem hnědé barvy je tvořena pěti vzhůru rostoucími, až 2,5 cm dlouhými, na vrcholu zahrocenými lísky, které bývají nejčastěji růžově fialové, ojediněle světle růžové nebo bílé. Uprostřed květu rostou směrem dolů nahloučené tyčinky s prašníky a uprostřed nich ční dlouhá čnělka s bliznou.
Květy neprodukují nektar a přesto jsou opylovány létajícím hmyzem, nejčastěji čmeláky a včelami slétající se pro pyl. Květy jsou přizpůsobeny zvláštnímu způsobu opylování, při které opylovači rychle kmitají křídly v těsné blízkosti prašníků až je rozvibrují natolik, že uvolní pyl. Tento způsob opylování se nazývá "buzz-pollination".
Plod je nahnědlá, válcovitá, na koncích zúžená, asi 1,5 cm velká tobolka se suchým zbytkem po vytrvalém kalichu a čnělce. Tlustostěnná tobolka vyrůstá na rozdíl od květů na vzpřímené stopce a obsahuje drobná, černá semena, která se ve zralosti z tobolky vysypávají.

## Rozmnožování
Rostlina se přirozeně rozšiřuje rozrůstáním trsů, které lze v předjaří rozdělit. Může se množit i výsevem semen, která ale pomalu klíčí a následný semenáček se vyvíjí do stadia kvetení po mnoho let.